# Нікітенко Ганна Пантеліївна
Нікітенко Ганна Пантеліївна, уроджена — Максименко (укр. Ганна Пантелеймонівна Микитенко; 5 вересня 1922, хутір Вербине — 19 липня 1998, село Ялосовецьке, Хорольський район, Полтавська область, Україна) — колгоспниця, ланкова насінницька, Хорольський район, Полтавська область, Українська РСР. Герой Соціалістичної Праці (1949).

## Біографія
Народилася 5 вересня 1922 року у селянській родині на хуторі Вербін (сьогодні — село Вербине Хорольського району). Здобула початкову освіту. У 1938 році влаштувалася різноробочою у колгоспі, організованому в її рідному хуторі. Під час окупації працювала на громадському подвір'ї. Після звільнення у 1943 році Полтавської області від німецьких загарбників працювала у насінницькому радгоспі імені 9 січня. Була призначена ланковою полеводческой ланки.
1948 року ланка під керівництвом Ганни Нікітенко зібрала в середньому по 32,22 центнери пшениці з кожного гектара на ділянці площею 20 гектарів. Цей результат став найвищим здобутком у Полтавській області за 1948 рік. У 1949 році удостоєна звання Героя Соціалістичної Праці «за отримання високих урожаїв пшениці та кукурудзи при виконанні радгоспом плану здачі державі сільськогосподарських продуктів у 1948 році та забезпеченості насінням усіх культур у розмірі повної потреби для весняної сівби 1949 року».
1972 року вийшла на пенсію за станом здоров'я. Мешкала у селі Ялосовецьке Хорольського району, де померла у 1998 році.